# Skoki do wody na Mistrzostwach Świata w Pływaniu 2022 – wieża 10 m synchronicznie par mieszanych
Wieża 10 m synchronicznie par mieszanych – jedna z konkurencji rozgrywanych w ramach skoków do wody, podczas mistrzostw świata w pływaniu w 2022. Zawody w tej konkurencji rozegrano 1 lipca, udział w nich brało 9 duetów.
Zwycięzcami konkurencji okazali się reprezentanci Chin Duan Yu i Ren Qian. Drugą pozycję zajęli zawodnicy z Ukrainy Ołeksij Siereda i Sofija Łyskun, trzecią zaś reprezentujący Stany Zjednoczone Carson Tyler i Delaney Schnell.

## Wyniki
| Miejsce | Zawodnicy                              | Państwo           | Wynik  |
| ------- | -------------------------------------- | ----------------- | ------ |
| 01 !    | Duan Yu Ren Qian                       | Chiny             | 341,16 |
| 02 !    | Ołeksij Siereda Sofija Łyskun          | Ukraina           | 317,01 |
| 03 !    | Carson Tyler Delaney Schnell           | Stany Zjednoczone | 315,90 |
| 4.      | Lou Massenberg Elena Wassen            | Niemcy            | 286,38 |
| 5.      | Eduard Timbretti Sarah Jodoin Di Maria | Włochy            | 269,34 |
| 6.      | Carlos Ramos Anisley García            | Kuba              | 263,91 |
| 7.      | Yi Jaeg-yeong Cho Eun-bi               | Korea Południowa  | 249,39 |
| 8.      | Gary Hunt Jade Gillet                  | Francja           | 246,39 |
| 9.      | Domonic Bedggood Melissa Wu            | Australia         | 243,12 |